# 닐 맥코믹
닐 맥코믹(영어: Neil McCormick, 1961년 3월 31일 ~ 현재)은 영국의 음악 저널리스트이자 작가, 방송인이다. 1996년부터 데일리 텔레그래프의 음악 비평의 치프 자리에 있었으며, 음악 관련 인터뷰 쇼인 닐 맥코믹스 니들 타임(Neil McCormick's Needle Time)을 영국의 빈티지 TV에서 진행하였다. 맥코믹은 U2와 가까운 관계를 맺고 있다.

## 어린 시절
맥코믹은 잉글랜드에서 태어났으나, 후에 스코틀랜드로 가족과 함께 이사를 갔으며, 그 후에는 아일랜드로 또 다시 건너갔다. 더블린에 위치해 있는 곳이자 당시 U2가 밴드를 결성한 마운트 템플 통합고등학교를 졸업하였다.

## 경력
맥코믹은 프랭키 콥스 & 디 언더테이커스 (1978), 모듈레이터스 (1978-1979), 예!예! (1980-1983), 슉 업! (1985-1988) 등의 밴드에서 보컬리스트와 송라이터로서 활동하였다. 2004년에는 고스트 후 워크스라는 이름으로 “Mortal Coil”이라는 솔로 음반을 발표하였다. 노래 중 하나인 ‘Harm's Way’는 영화 패션 오브 크라이스트에 영감을 받아 만들어졌다.
2011년에 개봉한 영화 킬링 보노에서는 벤 반스가 닐의 역할을 맡았다.
맥코믹은 U2가 2006년에 발간해 많이 판매된 자서전 U2 by U2의 대필 작가로도 활동하였다.
맥코믹의 첫 번째 소설인 #Zero가 2019년 출판되었다.